# Las aventuras de Tom Sawyer (película de 1986)
Las aventuras de Tom Sawyer (The Adventures of Tom Sawyer en inglés) es una película animada de 1986 dirigida por Geoff Collins. La trama fue adaptada por Joel Kane según la obra del escritor estadounidense Mark Twain, Las aventuras de Tom Sawyer, publicada en 1876. La película consta con 51 minutos de duración y emplea las voces de Simon Hinton en el papel principal de Tom Sawyer y Scott Higgins cómo Huckleberry Finn. El diseño del personaje principal, particularmente su vestimenta, imita hasta cierto punto al protagonista en Las aventuras de Tom Sawyer (1980) de Nippon Animation. Las aventuras de Tom Sawyer fue una producción de Tim Brooke-Hunt para el estudio australiano Burbank Films Australia, estrenada originalmente por televisión. Los másteres originales y los derechos de autor sobre la producción se encuentran en la actualidad en el dominio público.

## Reparto
| Actor              | Personaje                  |
| ------------------ | -------------------------- |
| Simon Hinton       | Tom Sawyer                 |
| Scott Higgins      | Huckleberry Finn           |
| Jane Harders       | Becky Thatcher / Tía Polly |
| Phillip Hinton     |                            |
| Victoria Mielewska |                            |
| Michael Pate       | Injun Joe                  |
| Alan Steele        |                            |